# Municipio de Campbell No. 2A
El municipio de Campbell No. 2A (en inglés: Campbell No. 2A Township) es un municipio ubicado en el condado de Greene en el estado estadounidense de Misuri. En el año 2010 tenía una población de 7023 habitantes y una densidad poblacional de 954,12 personas por km².

## Geografía
El municipio de Campbell No. 2A se encuentra ubicado en las coordenadas 37°9′9″N 93°21′32″O / 37.15250, -93.35889. Según la Oficina del Censo de los Estados Unidos, el municipio tiene una superficie total de 7.36 km², de la cual 7,36 km² corresponden a tierra firme y (0 %) 0 km² es agua.

## Demografía
Según el censo de 2010, había 7023 personas residiendo en el municipio de Campbell No. 2A. La densidad de población era de 954,12 hab./km². De los 7023 habitantes, el municipio de Campbell No. 2A estaba compuesto por el 88,85 % blancos, el 3,97 % eran afroamericanos, el 0,5 % eran amerindios, el 2,34 % eran asiáticos, el 1,14 % eran de otras razas y el 3,2 % eran de una mezcla de razas. Del total de la población el 3,45 % eran hispanos o latinos de cualquier raza.